# Poslední hřích
Poslední hřích (ang. titul: The Last Sin Eater) je americký dramatický film z roku 2007, který režíroval Michael Landon Jr.

## Děj
Skupina Walesanů přišla v 18. století do Ameriky a s sebou si přinesli i své zvyklosti, mimo jiné funkci "pojídače hříchů" (sin-eater), který na sebe bere hříchy zemřelých. Pojídač hříchů je vybírán losem, po zbytek života pak musí žít mimo vesnici a nikdo se s ním nesmí stýkat. Jeho pomoc hledá i desetiletá Cadi Forbesová; cítí se být zodpovědná za smrt své mladší sestry, která po hádce o panenku spadla do prudké řeky. Pojídač jí však nedokáže pomoci; Cadi se pak setká s křesťanským kazatelem, který ji seznámí s odpuštěním hříchů v Kristu. Během dalších událostí však vyjde najevo, že poslední losování pojídače hříchů před dvaceti lety bylo z důvodu osobní pomsty zmanipulováno předákem vesnice, a především že při zakládání osady došlo k masakru Indiánů; společné utajování těchto zločinů otrávilo všechny vztahy ve vesnici. Vyznání a odpuštění tedy potřebuje celá obec.